# Guelta Zerka
Guelta Zerka là một đô thị thuộc tỉnh Sétif, Algérie. Dân số thời điểm năm 2002 là 14.11 người.